# Munchhausen
Munchhausen je občina v departmaju Bas-Rhin francoske regije Alzacija.
Leta 2012 je v občini živelo 716 oseb oz. 121 oseb/km².